# Андреа Танка
Андреа Танка (Andrea Tanca) — предполагаемый судья Торреса с 1064 по 1073 год (возможно — вместе с Баризоне I).
Документальные свидетельства его существования отсутствуют. Предполагается, что он был сыном Баризоне I от его первой жены Марии де Серра.
В исторических сочинениях говорится, что Андреа Танка был судьёй 33 года: «regifit annos 33». Это возможно только в том случае, если он с 1040 года был соправителем отца. Не исключена ошибка переписчика: не 33, а 3 года.
В Музее искусств Сассари представлены картины, изображающие 16 судей, управлявших юдикатом Торрес в период средневековья. Эти портреты, заказанные в 1665 году архиепископом Сассари Иньиго Ройо (Íñigo Royo), были найдены в ризнице бенефициаров собора Сассари, и примерно в 1837 году капитул архиепархии передал их в дар университету Сассари. Андреа Танка указан как Andreas I Turrex.
Его преемником стал Мариано I, который упоминается в письме от 14 октября 1073 года, которое папа Григорий VII направил правителям Сардинии «Mariano Turrensi, Orroco Arborensi, Orroco Caralitano et Constantino Gallurensi iudicibus Sardiniæ». По мнению некоторых историков Сардинии, Мариано I - не младший брат, а сын Андреа Танка.